# Soltaniye

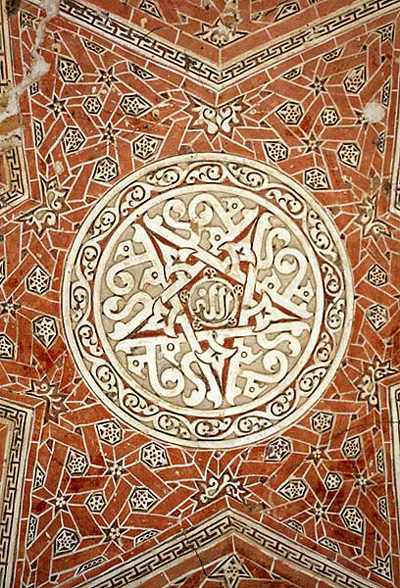
Ornamentale Schriftzüge im Oljaytu-Mausoleum, Soltaniye

Soltaniye, Soltanieh oder Soltanije (persisch سلطانیه Soltaniyeh, DMG Solṭānīye) ist eine Stadt in der iranischen Provinz Zandschan, etwa 45 km südöstlich der Provinzhauptstadt Zandschan, im Übergangsgebiet der abflachend gestaffelten, östlichen Ausläufer der Gebirgsketten des Zagros einerseits und des Elburs-Randgebirges andererseits.

## Geschichte

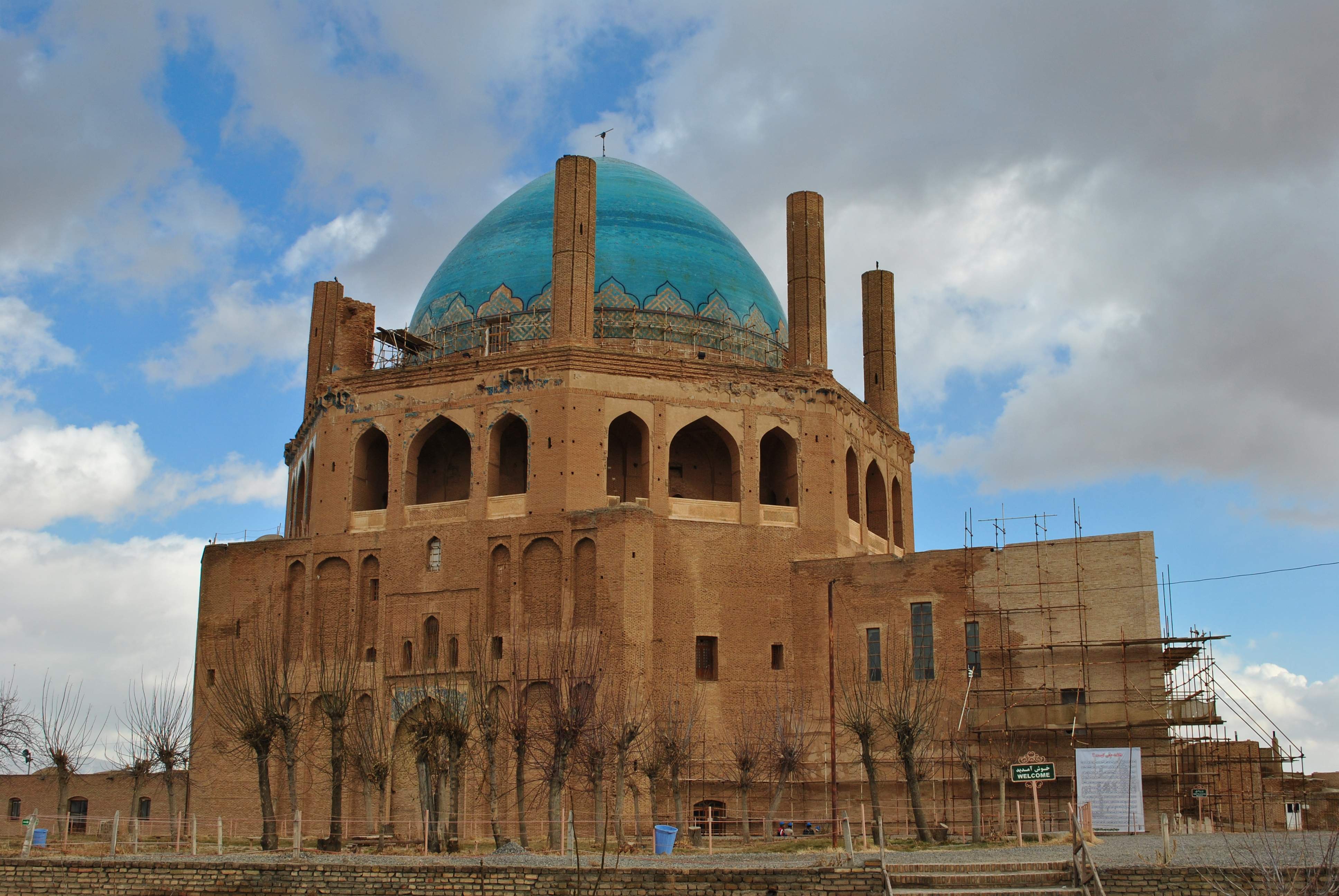
„Dom“

Soltaniye wurde zu Anfang des 14. Jahrhunderts während der Herrschaft der Ilchane vorübergehend zur Hauptstadt Irans erhoben und erlangte dadurch eine besondere kulturelle Bedeutung. Heute zählt die Ortschaft Soltaniye knapp 6000 Einwohner und fristet ein beschauliches Dasein. Ältere Dorfteile präsentieren sich in der für das ländliche Iran typischen Lehmhausbauweise.

## Öldscheitü-Mausoleum
Zwischen 1302 und 1312 entstand das heute noch zu großen Teilen erhaltene Öldscheitü-Mausoleum. Das Bauwerk wurde vom schiitischen Mongolensultan Öldscheitü als eigenes Grabmal errichtet und Ali ibn Abi Talib (Vetter und Schwiegersohn Mohammeds) und dessen Sohn Hossein gewidmet.
Das Öldscheitü-Mausoleum wurde 2005 von der UNESCO zum Weltkulturerbe ernannt.